# Lygephila pallida
Lygephila pallida es una polilla de la familia Erebidae. Se encuentra en el centro y este de Turquía.